# La costanza trionfante degl’amori e degl’odii
La costanza trionfante degl’amori e degl’odii (deutsch etwa: „Die über die Liebe und den Hass triumphierende Treue“), RV 706, ist eine Opera seria (Originalbezeichnung: „Dramma per musica“) in drei Akten von Antonio Vivaldi (Musik) mit einem Libretto von Antonio Marchi. Die Urfassung wurde in der Karnevalssaison 1716 im Teatro San Moisè in Venedig uraufgeführt. Es folgten mehrere Produktionen überarbeiteter Fassungen mit unterschiedlichen Titeln wie Artabano, re de’ Parti, L’Artabano oder Doriclea. Eine deutsche Fassung mit dem Titel Die über Hass und Liebe siegende Beständigkeit, oder Tigranes, König von Armenien wurde 1719 in Hamburg gespielt. Nur der Text und die Musik einzelner Arien sind erhalten.

## Handlung

### „Argomento“
Das gedruckte Libretto von 1716 enthält die folgende Einleitung:

“Artabano Rè de Parthi reso più potente per le conquiste, e più ardito per le Vittorie drizzò l’orgoglio delle sue schiere contro il sfortunato Tigrane Rè de l’ Armenia. Costò gran Sangue all’Essercito d’Artabano la vittoria, e in faccia à Vinti, e à Vincitori comparì più fastoso nel suo Trionfo con la preda dell’ infelice Doriclea Sposa del Vinto Tigrane. Si finge, ch’arrivata tal notitia à Mitridate Rè di Ponto, quale era in quelle vicinanze con il suo essercito, spedisce per via sotteranea in Artassata parte de suoi, ch’ uniti alla fedeltà di vassalli di Tigrane inaspriti dalla Tirannide del Vincitore precipitano dall’ usurpato soglio il Tiranno, e rimmettono in Trono con commune allegrezza il suo primiero Rege. Da questi, & altri accidenti và intrecciato il presente Drama Intitolato: La Costanza trionfante, de gl’Amori, e degl’Odii. La Scena si rappresenta in Artassata Metropoli dell’Armenia, e luochi circonvicini.”

„Als Artabano, König der Parther, durch Kämpfe mächtiger und durch Siege wagemutiger wurde, führte sein Hochmut dazu, sein Heer gegen den unglücklichen Tigrane, König von Armenien zu richten. Der Sieg kostete Artabanos Armee viel Blut, und sowohl den Besiegten als auch den Siegern erschien sein Triumph viel prunkvoller durch die Gefangennahme der unglücklichen Doriclea, der Braut des besiegten Tigrane. Es wird angenommen, dass er durch eine Botschaft erfuhr, dass sich Mitridate, der König von Pontos, mit seinem Heer in der Nähe befand und einige seiner Leute durch einen unterirdischen Weg nach Artaxata schickte, die vereint mit der Loyalität der durch die Tyrannei des Siegers verbitterten Vasallen des Tigrane den Tyrannen vom usurpierten Thron stürzten und zu allgemeiner Freude den vorherigen König wieder einsetzten. Aus diesen und anderen Geschehnissen ist das vorliegende Drama geknüpft mit dem Titel: Die über die Liebe und den Hass triumphierende Treue. Die Szene stellt sich in Artaxata, der Hauptstadt Armeniens, und deren Umgebung dar.“

### Kurzfassung
Erster Akt. Die Parther unter König Artabano haben Armenien einschließlich der Hauptstadt Artaxata erobert. Der armenische König Tigrane und seine Frau Doriclea befinden sich auf der Flucht. Nach einem Sturz ihres Pferdes wird Doriclea gefangen genommen und an den Königshof gebracht, da Artabano sie selbst heiraten möchte. Tigrane kann sich im letzten Moment retten. Seine Tochter Eumena, die während der Flucht von ihren Eltern getrennt wurde, trifft auf den verräterischen armenischen Fürsten Olderico, der sie freundlich behandelt. Tigrane, sein Vertrauter Farnace und dessen Geliebte Getilde verkleiden sich als Hirten. Tigrane will unerkannt in den Palast eindringen, um sich von der Treue seiner Frau zu überzeugen. Artabanos erster Annäherungsversuch bei Doriclea scheitert an ihrer Standhaftigkeit. Olderico verschafft Eumena eine Stellung als Page „Elmiro“ am Königshof. Sie hofft, dort ihre Mutter zu finden.
Zweiter Akt. Farnace und Getilde werden von der Jagdgesellschaft Artabanos aufgespürt, aber nicht erkannt. Artabano lädt beide an seinen Hof ein, da er auch Getilde verführen will. Im Schloss trägt Artabano Eumena auf, einen Liebesbrief an Doriclea zu schreiben. Sie nutzt diese Gelegenheit für eine eigene Mitteilung an ihre Mutter. Artabano entscheidet sich jedoch anders. Er will jetzt lieber auf Gewalt setzen und zerreißt den Brief ungelesen. Der als „Osmondo“ verkleidete Tigrane bringt Artabano in einer Schüssel den angeblichen Kopf Tigranes. Artabano lässt sofort Doriclea holen, um sie vom Tod ihres Mannes und einer neuen Beziehung mit ihm selbst zu überzeugen. Sie bleibt jedoch standhaft und versucht sogar, Osmondo zu töten, um Tigrane zu rächen. Olderico hingegen offenbart Tigrane versehentlich seine bislang geheim gehaltene Feindschaft. Farnace wird eifersüchtig, als sich Getilde und der vermeintliche Page Elmiro umarmen. Artabano versucht, Doriclea zu vergewaltigen. Sie kann ihn aber abwehren und erfährt anschließend durch einen von Farnace überbrachten Brief, dass Tigrane noch lebt.
Dritter Akt. Tigrane trifft sich als Mohr verkleidet mit Doriclea im Garten. Die beiden werden bei ihrem Wiedersehen vor Glück ohnmächtig und in enger Umarmung von ihrer Tochter Eumena aufgefunden. Diese glaubt, ihre Mutter sei ihrem Vater untreu geworden, und tötet ihn beinahe. Nachdem dieses Missverständnis aufgeklärt ist, umarmt Doriclea ihre Tochter, was wiederum Artabano zur Weißglut treibt, der den Pagen zum Tode verurteilt. Tigrane erhält einen Brief des mit ihm verbündeten pontischen Königs Mitridate, der durch einen Geheimgang in die Stadt eindringen will. Farnace will unterdessen einen Volksaufstand anzetteln. In den Thermen versucht Artabano erneut, Doriclea zu vergewaltigen. Die Nachricht von den feindlichen Soldaten im Palast verhindert dies jedoch. Die Aufständischen siegen, und Tigrane wird wieder als König eingesetzt. Er vergibt Artabano und Olderico großmütig.

### Erster Akt
Gebirgige Landschaft, geteilt vom Fluss Aras, umgeben von Felsen, bewässert durch Wasserfälle; dazwischen das tote Pferd Doricleas
Szene 1. Nach der verlorenen Schlacht gegen Artabanos parthische Armee ergreifen die überlebenden Armenier, unter ihnen König Tigrane und seine Frau Doriclea, die Flucht. Doricleas Pferd ist gestürzt, und sie selbst wurde verletzt. Sie fleht Tigrane an, sie zu töten, um sie nicht in die Hände der Feinde fallen zu lassen. Dazu bleibt jedoch keine Zeit, da Artabano mit seinen Leuten naht. Tigrane rettet sich durch einen Sprung in den Fluss.
Szene 2. Vor Zorn schnaubend erscheint Artabano (Arie Artabano: „Arda l’ira, lo sdegno avvampi“) und erblickt die zu Tode verängstigte Doriclea. Da er sich aufgrund ihrer Schönheit sogleich in sie verliebt, lässt er sie an seinen Hof bringen. Doriclea versteht nicht, warum er sie nicht sofort tötet (Arie Doriclea: „Hai sete di sangue e il cor“).
Szene 3. Artabano will Doriclea wie eine Königin behandeln.
Szene 4. Tigranes und Doricleas Tochter Eumena irrt auf der Suche nach ihren Eltern umher (Arie Eumena: „Genitor dove t’ascondi?“). Sie will sich verzweifelt von einer Klippe stürzen.
Szene 5. Der armenische Fürst Olderico verhindert dies und informiert sie über das Schicksal ihrer Eltern. Eumena hofft auf ein baldiges Wiedersehen (Arie Eumena: „Qual dispersa tortorella“).
Abgelegenes Gestrüpp
Szene 6. Tigranes Freund Farnace ist empört über das grausame Verhalten der Eroberer. Er wirft seine Waffen fort, da er keine Hoffnung hat, ihnen alleine etwas entgegensetzen zu können.
Szene 7. Farnace trifft auf seine Geliebte Getilde, die er bereits für tot gehalten hatte. Die beiden beschließen, sich als Schäfer zu verkleiden, um unter den Feinden keine Aufmerksamkeit zu erregen (Duett Farnace/Getilde: „Frà le braccia alla mia vita“).
Szene 8. Der ebenfalls als Hirte verkleidete Tigrane informiert die beiden darüber, dass er sich in den Palast Artabanos einschleichen will, um herauszufinden, ob Doriclea ihm treu geblieben ist (Arie Getilde: „Qual pino errante“).
Szene 9. Tigrane macht sein weiteres Verhalten von dem Doricleas abhängig (Arie Tigrane: „Lo sdegno mi chiama“).
Zimmerflucht im Palast
Szene 10. Artabanos Versuch, Doriclea durch Freundlichkeit für sich zu gewinnen, scheitert an ihrer Standhaftigkeit (Arie Doriclea: „Tall’or il cacciator“).
Szene 11. Artabano gibt die Hoffnung nicht auf. Er will sich die Zeit vorerst bei der Jagd vertreiben.
Szene 12. Olderico stellt Artabano die als Page „Elmiro“ verkleidete Eumena vor, die dieser sogleich in seine Dienste nimmt. Sie soll ihm dabei helfen, die Gunst Doriclea zu gewinnen (Arie Artabano: „Il trono asciso“).
Szene 13. Olderico verspricht Eumena, dass sie durch diese List bald ihre Mutter wiedersehen könne (Arie Olderico: „Non sempre folgora“).
Szene 14. Eumena ist hoffnungsvoll (Arie Eumena: „Ti sento si ti sento“).

### Zweiter Akt
Wäldchen mit Bauernhütten
Szene 1. Die als Schäferin verkleidete Getilde wartet sehnsüchtig auf ihren Geliebten Farnace (Arie Getilde: „Và in traccia del suo ben la tortorella“).
Szene 2. Dieser erscheint kurz darauf, ebenfalls als Hirte gekleidet (Arie Farnace: „Così passando và l’hore beate“). Die beiden verstecken sich, als sie die Jagdgesellschaft Artabanos bemerken.
Szene 3. Artabano und seine Jäger verfolgen einen verwundeten Bären (Arie Artabano: „Nella selva della belva“), der sie direkt zum Versteck Farnaces und Getildes führt. Die beiden stellen sich Artabano unter falschen Namen vor (Getilde nennt sich „Clori“). Der König lädt beide an seinen Hof ein, da er von Getildes Schönheit fasziniert ist.
Szene 4. Farnace fürchtet um Getildes Ehre (Arie Farnace: „Qual errante navicella“).
Königliches Gemach
Szene 5. Artabano weist Eumena in ihre Aufgabe ein, Doriclea umzustimmen. Sie soll ihr in seinem Namen einen Liebesbrief schreiben. Eumena verändert den Inhalt des Briefs heimlich, informiert sie über ihre Anwesenheit am Hof und warnt sie vor den Gelüsten des Königs. Zu ihrer Enttäuschung besinnt sich Artabano anders. Er will sich nun nicht mehr auf Güte verlassen, sondern Doriclea mit Gewalt zwingen, sich ihm zu fügen. Er zerreißt den Brief ungelesen.
Szene 6. Eumena ist dennoch erleichtert, dass ihr Betrug nicht aufgefallen ist (Arie Eumena: „La timida cervetta“).
Königliche Loggien
Szene 7. Tigrano hat mittlerweile mit einem Diener, der eine verdeckte Schüssel trägt, Zutritt in den Palast erhalten (Arie Tigrane: „Per scorgere quel cor“).
Szene 8. Er stellt sich Artabano als „Osmondo“ vor und behauptet, Tigrane getötet zu haben, dessen Kopf sich in der Schüssel befinde. Artabano dankt ihm erfreut und fordert Olderico auf, Doriclea zu holen.
Szene 9. Artabano zeigt der entsetzten Doriclea die Schüssel mit dem angeblichen Kopf ihres Mannes und weitere Beweisstücke für dessen Tod. Mit dem Hinweis, dass sie sich ihm nun gutwillig fügen könne, zieht er sich zurück.
Szene 10. Doriclea beschimpft den vermeintlichen Mörder ihres Mannes und greift nach einem Dolch, um ihn zu töten. An ihrer Reaktion erkennt Tigrane, dass er sich auf ihre Treue verlassen kann (Arie Doriclea: „Del mio ben teschio adorato“).
Szene 11. Olderico hingegen gibt sich dem angeblichen Osmondo als Feind Tigranes zu erkennen, der ihm einst seinen Besitz genommen habe. Er fühlt sich durch dessen Tod gerächt (Arie Olderico: „La vendetta è un dolce inganno“).
Szene 12. Tigrane weiß jetzt, dass er dem Verräter Olderico nicht trauen kann. An erster Stelle steht für ihn jedoch Doriclea (Arie Tigrane: „La care pupille“).
Szene 13. Getilde und Eumena geben sich einander zu erkennen, schließen Freundschaft und umarmen sich (Arie Eumena: „Parto con questa speme“).
Szene 14. Farnace, der dies beobachtet hat, macht Getilde eifersüchtige Vorwürfe. Er will ihre Erklärungen gar nicht erst anhören (Arie Farnace: „Donna crudel spietata“).
Szene 15. Getilde ist nicht allzu beunruhigt über Farnaces Verhalten (Arie Getilde: „E’ dolce quell’amor“).
Szene 16. Artabano versucht, Doriclea zu vergewaltigen. Es gelingt ihr aber, ihm einen Dolch zu entreißen und ihn abzuwehren (Arie Artabano: „Nò non svenarti nò“).
Szene 17. Doriclea will sich selbst töten, um nicht länger den Angriffen des Tyrannen ausgeliefert zu sein.
Szene 18. Farnace kommt gerade rechtzeitig, um ihr einen Brief Tigranes zu geben.
Szene 19. Aus dem Brief erfährt Doriclea, dass Tigrane noch lebt und sich im Garten mit ihr treffen will. Voller Hoffnung wirft sie den Dolch fort (Arie Doriclea: „Sento il cor brillarmi in petto“).

### Dritter Akt
Königlicher Garten
Szene 1. Tigrane erscheint als Mohr verkleidet zu dem Treffen.
Szene 2. Anders als bei der ersten Begegnung erkennt Doriclea ihren Mann jetzt sofort an der Stimme. Sie umarmen sich und fallen vor Glück in Ohnmacht.
Szene 3. Eumena, die im Garten Erholung sucht, findet das bewusstlose Paar. Sie glaubt, ihre Mutter in Umarmung mit einem fremden Mann zu sehen, und zieht den Degen, um diesen zu töten. Glücklicherweise erwachen die beiden rechtzeitig, und sie können auch ihre Tochter wieder in die Arme schließen (Arie Tigrane: „Un aura lusinghiera“).
Szene 4. Doriclea bittet Eumena, auf die Tapferkeit ihres Vaters zu vertrauen. Sie küssen sich liebevoll (Arie Eumena: „Lascia almen, che ti consegni“).
Szene 5. Artabano ist wütend darüber, dass Doriclea einen Diener küsst, nachdem sie ihm selbst einen Kuss verweigerte. Doriclea kann darüber nur lachen (Arie Doriclea: „Un baccio, un vezzo, un riso“).
Szene 6. Artabano verurteilt den vermeintlichen Rivalen Elmiro zum Tode und befiehlt Olderico, die Hinrichtung vorzubereiten (Arie Artabano: „Per punir quell’alma audace“).
Szene 7. Artabano tobt vor Wut auf Clori, Doriclea und Elmiro.
Szene 8. Getilde versöhnt sich wieder mit Farnace, weist ihn aber darauf hin, dass Artabano ihr nachgestellt habe.
Szene 9. Tigrane kommt hinzu.
Szene 10. Auch Doriclea erscheint, und alle vier überlegen, wie sie den Tyrannen stürzen können. Doriclea hat bereits eine Idee (Arie Doriclea: „Amoroso caro sposo“).
Szene 11. Tigrane und Getilde hoffen, dass sich ihr Schicksal bald wenden wird (Arie Getilde: „Sorge l’aurora“).
Szene 12. Tigrane zeigt Farnace einen Brief des pontischen Königs Mitridate. Der habe versprochen, mit seinen Soldaten durch einen unterirdischen Geheimgang in die Stadt einzudringen und sich ihnen anzuschließen (Arie Farnace: „Se vendetta oggi rimbomba“).
Szene 13. Farnace will auch das Volk zum Aufruhr anstiften (Arie Farnace: „Ai rai di due gemelle“).
Königliche Thermen
Szene 14. Artabano hat Doriclea befohlen, ins Bad zu kommen, wo er sie endlich verführen will. Er befiehlt Olderico, die Türen zu verschließen. Das bringt Doriclea in Schwierigkeiten, da sie nicht mehr fliehen kann. Sie stößt Artabano von sich und fingiert Wahnsinn, um ihn abzuschrecken.
Szene 15. Aufgebracht kehrt Olderico zurück und berichtet von den in die Stadt eingefallenen fremden Soldaten. Artabano eilt fort.
Szene 16. Doriclea ist fest entschlossen, bis zum Tod standhaft zu bleiben. Sie verachtet Artabano als Liebenden und fürchtet ihn auch nicht als Tyrannen (Arie Doriclea: „Se vince il caro sposo“).
Mit Lorbeer und Palmen geschmückter Platz
Szene 17. Tigrane, Doriclea und die als Prinzessin gekleidete Eumena freuen sich über den Sieg über den Tyrannen (Tigrane/Doriclea: „Vengo si, sposo adorato“).
Szene 18 „ultima“. Farnace führt Artabano und Olderico in Ketten vor. Artabano ist zwar besiegt, aber nicht gebrochen. Er droht Tigrane noch immer. Dennoch zeigt sich der wieder eingesetzte König großmütig: Er lässt Artabano frei. Nach einer Fürbitte Eumenas vergibt er auch dem Verräter Olderico. Beeindruckt schwört Artabano Tigrane Freundschaft. Alle feiern die Liebe und den Frieden (Chor: „Viva Amor, viva la pace“).

## Werkgeschichte
La costanza trionfante degl’amori e degl’odii (RV 706a) wurde als letzte Oper der Karnevalssaison frühestens am 18. Januar 1716 im Teatro San Moisè in Venedig uraufgeführt. Dieses kleine Theater hatte erst im Herbst 1715 nach einer mehr als zehnjährigen Pause wieder damit begonnen, Opern zu zeigen. Dies hing möglicherweise mit einer längeren Schließung des populären Teatro San Cassiano zusammen.:161
Das Libretto stammt von Antonio Marchi. Es handelt sich um eine Neufassung seines Radamisto, der 1698 mit Musik von Tomaso Albinoni im Teatro Sant’Angelo gespielt worden war. Schon die erste Szene verarbeitet eine bekannte Episode aus der Radamisto-Zenobia-Erzählung des Tacitus (Annalen, XII, 44).:163 Der neue Text spielt vor dem Hintergrund der historischen Schlacht zwischen dem parthischen König Artabanos I. und dem armenischen König Tigranes II. im zweiten Jahrhundert v. Chr. Der indirekte Auftritt des pontischen Königs Mithridates VI. am Ende der Oper ist rein fiktional.
Das Libretto erschien in zwei unterschiedlichen Fassungen. In der Erstauflage fehlt eine Widmung, und als Name des Komponisten steht im Vorwort fälschlicherweise „Antonio Vitali“ statt „Antonio Vivaldi“. Die Widmung in der Zweitausgabe gilt dem Marchese Pietro Emanuele Martinengo Colleoni. Sie ist mit dem „18. Januar 1715 M.V.“ (More Veneto, d. h. 1716) datiert. Es gibt keine weiteren Hinweise auf das tatsächliche Aufführungsdatum.:160
Laut Angabe im Libretto sangen Antonio Dentio (Artabano), Filippo Piccoli (Tigrane), Francesca Miniati (Doriclea), Chiara Stella Cenacchi (Eumena), Rosa d’Ambreville (Getilde), Carl’Antonio Mazza (Olderico) und Rosa Mignata (Farnace). Es handelte sich um die unerfahrensten und daher vermutlich billigsten Sänger, die jemals in einer Oper Vivaldis auftraten. Für sie alle war es der erste Auftritt in Venedig.:161 Die Produktion war erfolgreich und wurde bereits wenige Jahre später mit nur geringfügigen Änderungen unter dem Titel Artabano, re de’ Parti (RV 706b, vormals RV 701) am selben Ort wieder aufgenommen.:162
Anschließend gab es mehrere weitere Produktionen in Italien und im Ausland, die meist ohne Vivaldis Beteiligung stattfanden.:162 Einige Quellen erwähnen eine Aufführung am Hoftheater München 1718, für die aber weder ein Libretto überliefert ist noch stichhaltige Belege existieren. Eine Produktion in Vicenza zur Karnevalssaison 1719 (RV 706c, vormals RV 701) basiert auf der venezianischen Fassung von 1718 mit drei neuen Arien. Die Oper am Gänsemarkt in Hamburg zeigte ebenfalls 1719 eine Fassung mit deutschen Rezitativen (möglicherweise von Georg Caspar Schürmann) unter dem Titel Die über Hass und Liebe siegende Beständigkeit, oder Tigranes, König von Armenien (RV Anh. 57), bei der die meisten Arien auf Italienisch gesungen wurden. 1725 gab es in Mantua eine im Wesentlichen auf der Urfassung von 1716 basierende Produktion mit dem Titel L’Artabano (RV 706d, vormals RV 701), bei der die Rolle des Olderico gestrichen, aber im Gegenzug einige komische Charaktere eingeführt wurden. Diese Fassung enthält acht neue Arien, die teilweise wohl von Orazio Pollarolo stammen. In der Karnevalssaison 1726 wurde im Theater des Grafen Franz Anton von Sporck in Prag das Pasticcio La tirannia gastigata (RV Anh. 55) gezeigt, dessen Libretto zwar auf Francesco Silvanis La fortezza al cimento basiert, dessen Arien aber fast alle der Urfassung von La costanza trionfante entnommen wurden. Die 1731 im Teatro Sant’Angelo in Venedig gespielte Oper L’odio vinto dalla costanza (RV Anh. 51) ist eine Bearbeitung der Fassung von 1718, von der acht Arien beibehalten wurden. Schließlich wurde 1732 im Theater des Grafen Sporck eine weitere Bearbeitung mit dem Titel Doriclea (RV 706e, vormals RV 708) gezeigt, deren Arien größtenteils aus der Fassung von 1716 stammen. Das Libretto weicht hingegen deutlich von der Vorlage ab.:170ff
Von keiner der Produktionen ist die Partitur überliefert. Acht Arien, darunter sechs zuvor unbekannte, befinden sich in einer Sammlung venezianischer Opernarien, die erst in jüngerer Zeit in Berkeley Castle entdeckt wurde. Andere Arien sind erhalten, da Vivaldi sie in seinen Opern Teuzzone (1719) oder Ercole su’l Termodonte (1723) erneut einsetzte. Dort tragen sie allerdings teilweise andere Texte und wurden an die jeweilige Aufführungssituation angepasst. Auch durch die Hamburger Fassung von 1719 sind einige Arien überliefert. Besonders viele Kopien sind von Eumenas Arie „Ti sento“ (I:14) erhalten.:164f
Der für damalige Verhältnisse große Erfolg dieser Oper ist offenbar direkt auf Vivaldis Musik und nicht auf das Libretto zurückzuführen, das nur ein einziges Mal von einem anderen Komponisten (Antonio Bioni) neu vertont wurde. Dessen Fassung wurde 1728 unter dem Titel Artabano, re dei Parti in Breslau gespielt.:162

## Musiknummern
Die Oper enthält die folgenden Musiknummern:

### RV 706a, Venedig 1716 („La costanza trionfante“)
Erster Akt
- Szene 2. Arie (Artabano): „Arda l’ira, lo sdegno avvampi“
  - Arie (Doriclea): „Hai sete di sangue e il cor“ – Allegro (F-Dur); für Violine I/II, Viola und Basso continuo; vgl. Alceste RV Anh. 77
- Szene 4. Arie (Eumena): „Genitor dove t’ascondi?“
- Szene 5. Arie (Eumena): „Qual dispersa tortorella“ – vgl. Ercole su’l Termodonte RV 710 III:3; Arminio RV Anh. 127a.6 (Florenz 1725)
- Szene 7. Duett (Farnace, Getilde): „Frà le braccia alla mia vita“ – Berkeley Castle manuscript Nr. 31
- Szene 8. Arie (Getilde): „Qual pino errante“
- Szene 9. Arie (Tigrane): „Lo sdegno mi chiama“
- Szene 10. Arie (Doriclea): „Tall’or il cacciator [i lacci tende]“
- Szene 12. Arie (Artabano): „Il trono asciso“ – vgl. Teuzzone RV 736 I:4
- Szene 13. Arie (Olderico): „Non sempre folgora“ – Berkeley Castle manuscript Nr. 7
- Szene 14. Arie (Eumena): „Ti sento si ti sento“ – … (E-Dur); für Streicher und Basso continuo (ohne Cembalo); vgl. Ercole su’l Termodonte RV 710 III:7; Arminio RV Anh. 127a.6 (Florenz 1725); Berkeley Castle manuscript Nr. 16

Zweiter Akt
- Szene 1. Arie (Getilde): „Và in traccia del suo ben la tortorella“
- Szene 2. Arie (Farnace): „Così passando và l’hore beate“
- Szene 3. Arie (Artabano): „Nella selva [della belva]“
- Szene 4. Arie (Farnace): „Qual errante navicella“
- Szene 6. Arie (Eumena): „La timida cervetta“ – vgl. Teuzzone RV 736 I:9
- Szene 7. Arie (Tigrane): „Per scorgere quel cor“ – Berkeley Castle manuscript Nr. 20
- Szene 10. Arie (Tigrane [Doriclea]):[A 1] „Del mio ben teschio adorato“
- Szene 11. Arie (Olderico): „La vendetta è un dolce inganno“
- Szene 12. Arie (Tigrane): „La care pupille [del vago sembiante]“ – vgl. Armida al campo d’Egitto RV 699b I:8; RV 699c I:8
- Szene 13. Arie (Eumena): „Parto con questa speme“ – … (Es-Dur); für Streicher und Basso continuo; Berkeley Castle manuscript Nr. 32
- Szene 14. Arie (Farnace): „Donna crudel spietata“ – … (Es-Dur); für Basso continuo; Berkeley Castle manuscript Nr. 43
- Szene 15. Arie (Getilde): „E’ dolce quell’amor“ – vgl. Armida al campo d’Egitto RV 699b II:6
- Szene 16. Arie (Artabano): „Nò non svenarti nò“
- Szene 19. Arie (Doriclea): „Sento il cor brillarmi in petto“ – Berkeley Castle manuscript Nr. 37

Dritter Akt
- Szene 3. Arie (Tigrane): „Un aura lusinghiera“ – vgl. Teuzzone RV 736 II:3
- Szene 4. Arie (Eumena): „Lascia almen, che ti consegni“ – Berkeley Castle manuscript Nr. 38
- Szene 5. Arie (Doriclea): „Un baccio, un vezzo, un riso“ – vgl. Armida abbandonata RV Anh. 127a.5 (Prag 1725)
- Szene 6. Arie (Artabano): „Per punir quell’alma audace“
- Szene 10. Arie (Doriclea): „Amoroso caro sposo“ – Allegro / Vivace (a-Moll); für Violine I/II und Basso continuo
- Szene 11. Arie (Getilde): „Sorge l’aurora“
- Szene 12. Arie (Farnace): „Se vendetta oggi rimbomba“
- Szene 13. Arie (Farnace): „Ai rai di due gemella [-e]“
- Szene 16. Arie (Doriclea): „Se vince il caro sposo“
- Szene 18. Chor: „Viva Amor, viva la pace“ – vgl. Ipermestra RV Anh. 127a.22 (Prag 1731)

### RV 706b, Venedig 1719 („Artabano, re de’ Parti“)
Erster Akt

Artabano, re de’ Parti, Titelblatt des Librettos, Venedig 1718

- Szene 2. Arie (Artabano): „Arda l’ira, lo sdegno avvampi“
  - Arie (Doriclea): „Hai sete di sangue“ – = RV 706a I:2
- Szene 4. Arie (Eumena): „Genitor dove t’ascondi?“
- Szene 5. Arie (Eumena): „Qual dispersa tortorella“
- Szene 7. Duett (Farnace, Getilde): „Frà la braccia alla mia vita“ – = RV 706a I:7
- Szene 8. Arie (Tigrane): „Tall’or il cacciator i lacci tende“
- Szene 9. Arie (Tigrane): „Lo sdegno mi chiama“
- Szene 10. (Doriclea): „Deh lasciami in pace“ – … (G-Dur); für Instrumente und Basso continuo; vgl. Die über Liebe und Hass siegende Beständigkeit, oder Tigranes, König von Armenien RV Anh. 57
- Szene 12. Arie (Artabano): „In trono asciso“
- Szene 13. Arie (Olderico): „Non sempre folgora“ – = RV 706a I:13
- Szene 14. Arie (Eumena): „Sento il cor brillarmi in petto“ – = RV 706a II:19

Zweiter Akt
- Szene 1. Arie (Getilde): „Và il traccia del suo ben la tortorella“
- Szene 2. Arie (Farnace): „Così passando và l’ore beate“
- Szene 3. Arie (Artabano): „Nella selva [della belva]“
- Szene 4. Arie (Farnace): „Qual’errante navicella“
- Szene 6. Arie (Eumena): „La timida cervetta“
- Szene 7. Arie (Tigrane): „Per scorgere quel cor“ – = RV 706a II:7
- Szene 10. Arie (Tigrane [Doriclea]):[A 1] „Del mio ben teschio adorato“
- Szene 12. Arie (Tigrane): „La care pupille“
- Szene 13. Arie (Eumena): „E dolce quel piacer“ – = RV 706a II:15
- Szene 14. Arie (Farnace): „Donna crudel spietata“
- Szene 15. Arie (Getilde): „Benche irato è l’idol mio“
- Szene 16. Arie (Doriclea): „Tigre spitata, e fiera“
- Szene 19. Arie (Doriclea): „Ti sento si ti sento a palpitar“ – … (C-Dur); für Instrumente und Basso continuo; vgl. Konzert F-Dur RV 136 I:14; Der lächerliche Prinz Jodelet RV Anh. 83

Dritter Akt
- Szene 3. Arie (Tigrane): „Un aura lusinghiera“
- Szene 4. Arie (Eumena): „Lascia almen, che ti consegni“ – = RV 706a III:4
- Szene 5. Arie (Doriclea): „Un baccio, un vezzo, un riso“
- Szene 7. Arie (Artabano): „Cada pur sul capo audace“ – … (c-Moll); für Violine I/II und Basso continuo
- Szene 10. Arie (Doriclea): „Lampeggiar io vedo ancora“
- Szene 11. Arie (Getilde): „Sorge l’aurora“
- Szene 12. Arie (Farnace): „Se vendetta oggi rimbomba“
- Szene 13. Arie (Farnace): „Ai rai di due gemelle“
- Szene 16. Arie (Doriclea): „Se vince il caro sposo“ – … (F-Dur); für Instrumente und Basso continuo; vgl. Die über Liebe und Hass siegende Beständigkeit, oder Tigranes, König von Armenien RV Anh. 57
- Szene 18. Chor: „Viva Amor, viva la pace“

### RV 706c, Vicenca 1719 („Artabano, re de’ Parti“)
Erster Akt
- Szene 2. Arie (Artabano): „Arda l’ira, lo sdegno avvampi“
  - Arie (Doriclea): „Hai sete di sangue“ – = RV 706a I:2
- Szene 4. Arie (Eumena): „Genitor dove t’ascondi“
- Szene 7. Duett (Farnace, Getilde): „Frà le braccia alla mia vita“
- Szene 8. Arie (Tigrane): „Tall’or il cacciator i lacci tende“
- Szene 9. Arie (Tigrane): „Lo sdegno mi chiama“
- Szene 10. Arie (Doriclea): „Deh lasciami in pace“
- Szene 12. Arie (Artabano): „In trono asciso“ – mutmaßlich; die Seiten 23–26 mit den Szenen I:11, I:12 und den Anfang von I:13 fehlen im einzigen erhaltenen Libretto-Exemplar
- Szene 13. Arie (Olderico): „Non sempre folgora“ – = RV 706a I:13
- Szene 14. Arie (Eumena): „Ritorni a lusingarmi“ – vgl. Griselda RV 718 I:7; Teuzzone RV 736 II:17

Zweiter Akt
- Szene 1. Arie (Getilde): „Và in traccia del suo ben la tortorella“
- Szene 2. Arie (Farnace): „Così passando và l’hore beate“
- Szene 3. Arie (Artabano): „Nella selva [della belva]“
- Szene 4. Arie (Farnace): „Qual’errante navicella“
- Szene 6. Arie (Eumana): „Segue il suo fido la rondinella“
- Szene 7. Arie (Tigrane): „Per scorgere quel cor“
- Szene 10. Arie (Tigrane [Doriclea]):[A 1] „Del mio ben teschio adorato“
- Szene 12. Arie (Tigrane): „La care pupille“
- Szene 14. Arie (Farnace): „Donna crudel spietata“
- Szene 15. Arie (Getilde): „Benche irato è l’idol mio“
- Szene 16. Arie (Artabano): „Tigre spietata, e fiera“
- Szene 19. Arie (Doriclea): „Ti sento, si ti sento“ – = RV 706a II:14; RV 706b II:19

Dritter Akt
- Szene 3. Arie (Tigrane): „Un aura lusinghiera“
- Szene 4. Arie (Eumena): „Parmi ch’io senta intorno“
- Szene 5. Arie (Doriclea): „Un baccio, un vezzo, un riso“
- Szene 6. Arie (Artabano): „Cada pur sul capo audace“ – = RV 706b III:7
- Szene 10. Arie (Doriclea): „Lampeggiar io vedo ancora“
- Szene 11. Arie (Getilde): „Sorge l’aurora“
- Szene 12. Arie (Farnace): „Se vendetta oggi rimbomba“
- Szene 13. Arie (Farnace): „Ai rai di due gemelle“
- Szene 16. Arie (Doriclea): „Se vince il caro sposo“
- Szene 18. Chor: „Viva Amor, viva la pace“

### RV Anh. 57, Hamburg 1719 („Die über Hass und Liebe siegende Beständigkeit, oder Tigranes, König von Armenien“)
Erster Akt

Die über Hass und Liebe siegende Beständigkeit, oder Tigranes, König von Armenien. Titelblatt des Librettos, Hamburg 1719

- Szene 2. Arie (Artabanus): „Arda l’ira lo sdegno avvampi“
  - Arie (Doriclea): „Entweichet! entfliehet! verworffne Gedancken“
- Szene 4. Arie (Eumena): „Genitor dove t’ascondi“
- Szene 5. Arie (Eumena): „Qual dispersa tortorella“
- Szene 7. Duett (Farnace, Gefilde): „Tra la braccia, alla mia vita“
- Szene 9. Arie (Tigranes): „Lo sdegno mi chiama“
- Szene 10. Arie (Doriclea): „Deh! lasciami in pace“ – vgl. RV 706b I:10
- Szene 12. Arie (Artabanus): „ln trono asciso“
- Szene 13. Arie (Olderich): „Non sempre folgora“
- Szene 14. Arie (Eumena): „Nach ausgestandenen Schmerzen“

Zweiter Akt
- Szene 1. Arie (Getilde): „Va in traccia del suo ben“
- Szene 2. Arie (Farnace): „Così passando va l’hore beate“
- Szene 3. Arie (Artabanus): „Nella selva“
- Szene 4. Arie (Pharnaces): „Qual errante navicella“
- Szene 6. Arie (Eumena): „La timida cervetta“
- Szene 7. Arie (Tigranes): „Per scorgere quel cor“
- Szene 10. Arie (Doriclea): „Da mein Leit-Stern ist entwichen“
- Szene 11. Arie (Olderich): „Ch’alla colpa fa tragitto“ – vgl. Armida al campo d’Egitto RV 699a II:16
- Szene 12. Arie (Tigranes): „Le care pupille“
- Szene 13. Arie (Gefilde): „So lang mein Hertze lebet“
- Szene 14. Arie (Getilde): „Untreuestes Gemüthe“
- Szene 15. Arie (Getilde): „Will mein Schatz sich zornig stellen“
- Szene 16. Arie (Artabanus): „Tigre spietata i fiera“
- Szene 18. Arie (Pharnaces): „Ti sento si ti sento“ – vgl. RV 706b II:19

Dritter Akt
- Szene 3. Arie (Tigranes): „Un aura lusinghiera“
- Szene 4. Arie (Doriclea): „Lascia almen che ti consegni“
- Szene 5. Arie (Doriclea): „Un baccio, un vezzo, un riso“
- Szene 8. Arie (Artabanus): „Cada pur sul capo audace“
- Szene 11. Arie (Doriclea): „Ein nach Sturm nun heitres Wetter“
- Szene 12. Arie (Gefilde): „Unser Unstern wil[l] sich neigen“
- Szene 13. Arie (Tigranes): „Se vendetta oggi ribomba“

• Szene 14. Arie (Pharnaces): „Zu diesen holden Blicken“
- Szene 18. Arie (Doriclea): „Se vince il caro sposo“ – vgl. RV 706b III:16
- Szene 20. Chor: „Viva amor, viva la pace“

### RV 706d, Mantua 1725 („L’Artabano“)
Erster Akt

L’Artabano, Titelblatt des Librettos, Mantua 1725

- Szene 2. Arie (Artabano): „Arda l’ira, lo sdegno avvampi“
  - Arie (Doriclea): „Hai sete di sangue e il cor“ – = RV 706a I:2
- Szene 4. Arie (Eumena): „Genitor dove t’ascondi?“
- Szene 5. Arie (Eumena): „Qual dispersa tortorella“
- Szene 6. Arie (Getilde): „Si vò a bracciar, si vò a baciar“
- Szene 7. Arie (Farnace): „Pria che d’ogni nobil core“
- Szene 8. Arie (Tigrane): „Lo sdegno mi chiama“
- Szene 9. Arie (Doriclea): „Tal’or il cacciator [i lacci tende]“
- Szene 11. Arie (Artabano): „Il tacer a chi s’adora“
- Szene 12. Arie (Eumena): „Balza il cor in mezzo al seno“

Zweiter Akt
- Szene 1. Arie (Getilde): „Và in traccia del suo ben la tortorella“
- Szene 4. Arie (Farnace): „Morte diletta vieni“
- Szene 6. Arie (Eumana): „La timida cervetta“
- Szene 7. Arie (Tigrane): „Per scorgere quel cor“ – = RV 706a II:7
- Szene 10. Arie (Tigrane [Doriclea]):[A 1] „Del mio ben teschio adorato“
- Szene 11. Arie (Tigrane): „D’altri in seno mirar il suo bene“
- Szene 12. Arie (Eumena): „Parto con questa speme“
- Szene 13. Arie (Farnace): „Donna crudel spietata“
- Szene 14. Arie (Getilde): „Si che ti renderai“
- Szene 15. Arie (Doriclea): „Tigre sperata, e fiera“
- Szene 18. Arie (Doriclea): „Sento il cor brillarmi in petto“ – = RV 706a II:19

Dritter Akt
- Szene 1. Arie (Tigrane): „Un’ aura lusinghiera“
- Szene 4. Arie (Eumena): „Lascia almen, che ti consegni“ – = RV 706a III:4
- Szene 5. Arie (Doriclea): „Un Baccio, un vezzo, un riso“
- Szene 6. Arie (Artabano): „Lieto, e pronto dal suo monte“
- Szene 9. Arie (Getilde): „Qual pino errante del flutto infido“
- Szene 10. Arie (Tigrane): „Se vendetta oggi rimbomba“
- Szene 11. Arie (Farnace): „Ai rai di due gemelle“
- Szene 13. Arie (Doriclea): „Se vince il caro sposo“
- Szene 15. Chor: „Viva Amor, viva la Pace“

### RV 706e, Prag 1732 („Doriclea“)
Erster Akt

Doriclea, deutsches Titelblatt des Librettos, Prag 1732

- Szene 2. Arie (Artabano): „Arda l’ira, e l’sdegno avvampi“
  - Arie (Doriclea): „Hai sete di sangue“ – = RV 706a I:2
- Szene 3. Arie (Farnace): „Genitor dove t’ascondi?“
- Szene 4. Duett (Garnace, Getilde): „Frà la braccia alla mia vita“ – = RV 706a I:7
- Szene 5. Arie (Ismeno): „Io son un, che la degli astri“
- Szene 6. Arie (Tigrane): „Qual pino errante“
- Szene 7. Arie (Doriclea): „Tal or – Il cacciator – I lacci tende“
- Szene 8. Arie (Artabano): „In trono assiso non vince amore“
- Szene 9. Arie (Getilde): „Và in traccia del suo ben la tortorella“
- Szene 10. Arie (Farnace): „Così possando và l’ore beate“
  - Chor: „Su Pastori“
- Szene 11. Arie (Artabano): „Nella selva [della belva]“
- Szene 12. Arie (Farnace): „Quell’errante navicella“

Zweiter Akt
- Szene 2. Arie (Artabano [Doriclea]):[A 1] „Del mio ben teschio adorato“
- Szene 3. Arie (Artabano): „Il premio al tuo valor“
- Szene 4. Arie (Getilde): „Non sempre folgora“ – = RV 706a I:13
- Szene 5. Arie (Farnace): „Donna crudel, spietata“
- Szene 6. Arie (Getilde): „E’ dolce quell’amor“
- Szene 7. Arie (Doriclea): „D’Acheronte all’onde estreme“
- Szene 9. Arie (Artabano): „Nò, non svenarti, nò“
- Szene 10. Arie (Doriclea): „Lo sposo mio fedele“

Dritter Akt
- Szene 2. Arie (Tigrane): „Sorge l’aurora – tutta pallore“
- Szene 3. Arie (Farnace): „Lascia almen, che ti consegni“ – = RV 706a III:4
- Szene 4. Arie (Doriclea): „Un baccio, un vezzo, un riso“
- Szene 5. Arie (Artabano): „Per punir quell’alma audace“
- Szene 6. Arie (Artabano): „Di vendetta il suon rimbomba“ – = RV 706a III:12
- Szene 7. Arie (Getilde): „Amoroso / Caro sposo“
- Szene 8. Arie (Farnace): „Un aura lusinghiera“ – vgl. Teuzzone RV 736 II:3
- Szene 10. Coro di dentro: „Viva, viva l’invitta Doriclea“
- Szene 11. Chor: „Viva Amor, vica la pace“

## Aufnahmen
Von dieser Oper sind gegenwärtig (Stand Juli 2021) keine vollständigen bzw. rekonstruierten Aufnahmen verfügbar. Es existieren jedoch Aufnahmen einzelner Arien.
- 4.–7. März 2007 – CD The Rise of the North Italian Violin Concerto 1690–1740. Volume Two: Antonio Vivaldi – Virtuoso Impresario.
 Mhairi Lawson (Sopran), Adrian Chandle (Dirigent), La Serenissima.
 Studioaufnahme aus The Warehouse, Studio 1 in London. Avie AV2128.[6]
  - Arie der Doriclea: „Sento il cor brillarmi in petto“ (II:19)
  - Arie der Doriclea: „Hai sete di sangue e il cor“ (I:2)
  - Arie der Doriclea: „Amoroso caro sposo“ (III:10)
- April/Mai 2010 – CD Vivaldi: Arie per tenore.
 Topi Lehtipuu (Tenor), Diego Fasolis (Dirigent), I Barocchisti.
 Studioaufnahme aus dem Auditorio „Stelio Molo“ in Lugano. Naïve OP30504.[7]
  - Arie des Olderico: „Non sempre folgora“ (I:19)
- September 2010 – CD Vivaldi. Prima Donna.
 Nathalie Stutzmann (Alt und Dirigentin), Orfeo 55.
 Studioaufnahme aus dem Arsenal in Metz. Deutsche Grammophon 00028947643852.[8]
  - Arie der Eumena: „Lascia almen, che ti consegni“ (III:4)

## Digitalisate
- La costanza trionfante degl'amori e degl'odii, RV 706: Noten und Audiodateien im International Music Score Library Project
- Artabano, re de’ Parti, RV 706-b: Noten und Audiodateien im International Music Score Library Project
- L'Artabano, RV 706-d: Noten und Audiodateien im International Music Score Library Project
- La costanza trionfante degl’amori e degl’odii, RV 706a. Libretto (italienisch), Venedig 1716. Digitalisat der Library of Congress
- Artabano rè de Parti, RV 706b. Libretto (italienisch), Venedig 1718. Digitalisat der Library of Congress
- Die über Hass und Liebe siegende Beständigkeit, oder Tigranes, König von Armenien, RV Anh 57. Libretto (deutsch), Hamburg 1719. Digitalisat der Staatsbibliothek zu Berlin
- L’Artabano, RV 706d. Libretto (italienisch), Mantua 1725. Digitalisat der Biblioteca Nazionale Braidense
- Doriclea, RV 706e. Libretto (italienisch/deutsch), Prag 1732. Digitalisat bei Google Books